# 拡張カード
拡張カード（かくちょうカード、英: expansion card）、または拡張アダプターとは、コンピュータなどの情報機器で、機能を拡張するための小型のプリント基板を内蔵したカード（アダプター）である。
拡張カードを本体に装備する際のインターフェースは、拡張バス（外部バス）、あるいは拡張スロットといい、いくつかの標準がある。拡張カード等は、しばしば規格化された拡張バス、拡張スロットに挿入または装着し取り付けて使用する。
追加装備する機能には周辺機器のためのインターフェースも含まれる。デスクトップパソコンの多くには、マザーボード上に拡張バス（拡張スロット）があり、そこに拡張カードのエッジ・コネクタを差し込み装着できる。

## 概要

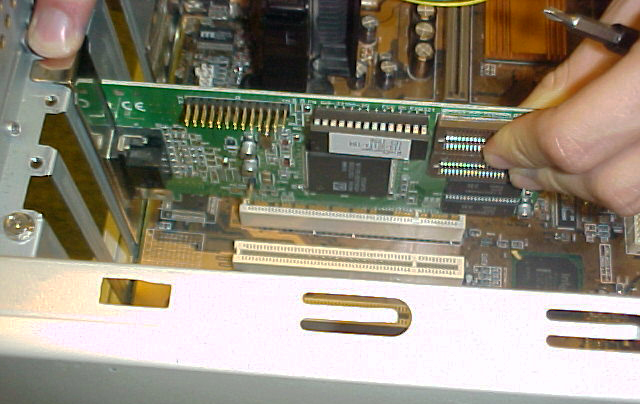
本体に取り付けた拡張カードの例

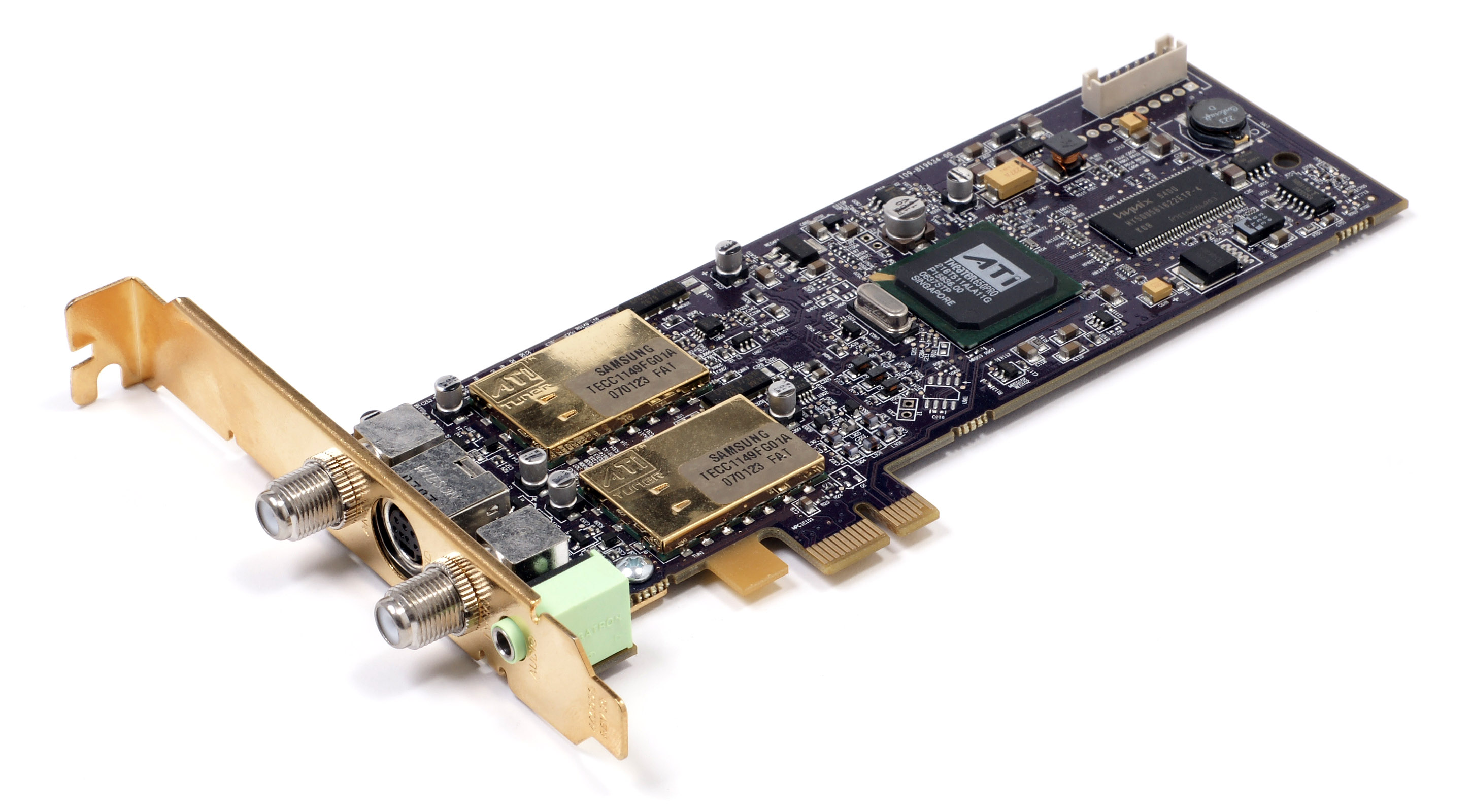
内蔵型テレビチューナーカード

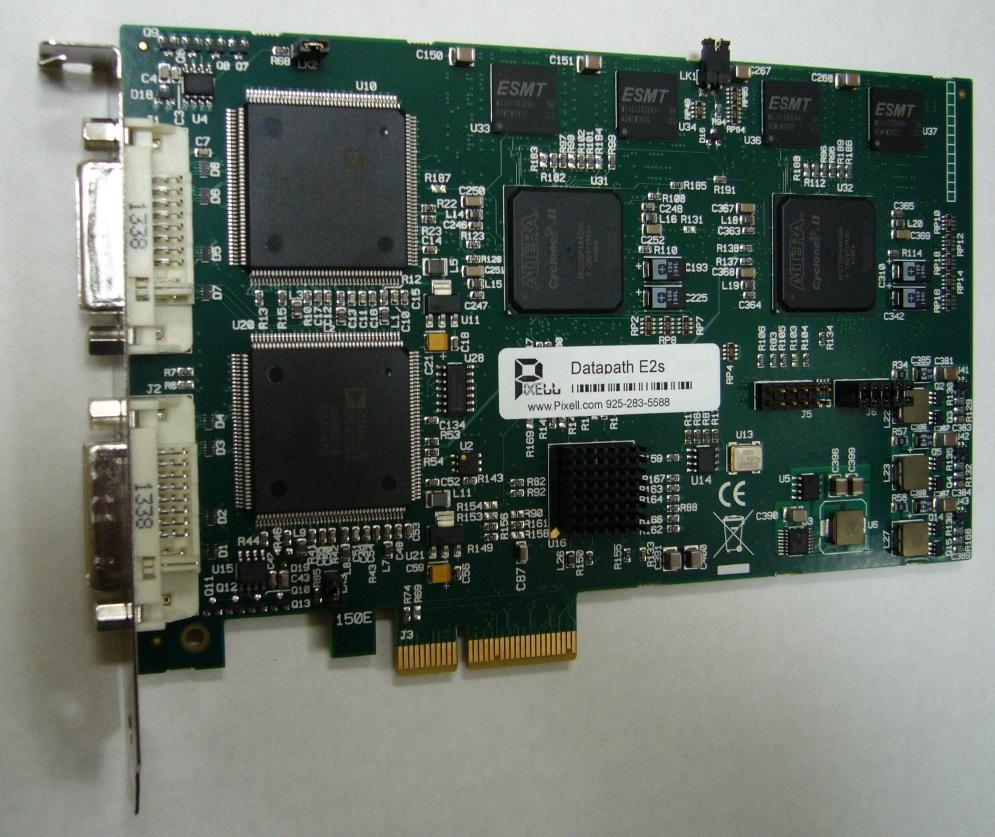
ビデオキャプチャーカード

拡張カード上には、集積回路(IC)が搭載されており、カードの片側にはスロットに差し込んでマザーボードとカード上のICを電気的に接続するためのコネクタがある。
拡張カードには、ビデオカード（グラフィックカード）、サウンドカード、ネットワークカード、RAIDカード、ファイバーチャネルカードなどがある。元々は機能拡張は上記カードを装着することで実現していたが、近年はマザーボード上に上記の拡張機能（特にサウンドやネットワーク）が搭載されたものも多い。
実際に使用するためには、個々の拡張カードに対応したデバイスドライバ（通常、拡張カードに付属している）のインストールや、場合によっては動作パラメータの設定（グラフィックカードの解像度、ネットワークカードのIPアドレスなど）が必要になる場合が多い。

## 拡張バス
パーソナルコンピュータの拡張バス（拡張スロット）の一覧を以下に示す。バックプレーンバスも含む。
- マルチプラットフォーム（PC/AT互換機、Macintosh、他）
  - PCI
  - PCI-X
  - PCI Express
  - AGP
  - PCカード
  - ExpressCard
  - InfiniBand
- PC/AT互換機（IBM PCおよびIBM PC互換機）
  - XTバス（8ビット ISA）
  - ISA（ATバス）
  - MCA
  - EISA
  - VLバス
- Macintosh
  - NuBus
  - コミュニケーションスロット
  - PDS
- PC-9800シリーズ
  - Cバス
  - NESAバス
  - 98ローカルバス
- PC-9800シリーズ以外のNEC系
  - APバス
- PC-6001、PC-8800シリーズ、5550、FMシリーズ、X68000
  - （各シリーズの独自バス）
- PC-8000シリーズ
  - （初期型は、独自の拡張ユニットを必要とした）
- 各種ミニコン・ワークステーション
  - Unibus Q-bus DECのミニコン
  - VMEバス（元々は68k用に開発）
- その他
  - VMBus（Hyper-Vの仮想機械で物理デバイスへアクセスするための仮想バス）

### 拡張ボックス、拡張ユニット
IBM PCにおけるXTバスや、NEC PC-6000シリーズ、PC-8800シリーズ等における独自の拡張バスが策定される以前は、コンピュータ本体（CPU）に拡張スロット等が装備されておらず、タンディのTRS-80やNEC PC-8001のように、拡張ユニット、I/Oユニット、あるいは拡張ボックスなどと製品によって呼称は異なるが、それと本体を拡張バス線（内部バスインターフェース）で直接接続し、その拡張ボックス筐体から改めて周辺機器と外部バスで接続すると言う形態であった。やがて、拡張ボックス筐体に規格化された拡張スロット等が装備され、あるいはコンピュータ本体に拡張スロット等を装備するものが一般的となっていったが、ホビー向けやゲーム向け機種では、大型の拡張スロット等は筐体サイズ上の商品施策上、備えないか、ごく少数のスロット類を備えるだけのものも残った。

## 拡張カードの分類
主なもの。
- ビデオカード
- ネットワークカード
- ストレージI/F
  - SCSI、IDE、SATA、RAID
- サウンドカード
- 外部インターフェイス
  - USB、IEEE 1394など
- TVチューナー （アナログ、地デジなど）
- ビデオキャプチャー（英語版）